# 中国宋庆龄基金会
中国宋庆龄基金会（英語：China Soong Ching Ling Foundation）是以中华人民共和国名誉主席宋庆龄的名字命名的一家基金会，机关驻地设在北京市。中国宋庆龄基金会与中国福利会为姊妹机构，总部分别设在北京和上海。

## 沿革
1982年5月29日，廖承志在人民大会堂宴请应邀参加宋庆龄逝世一周年纪念活动的宋庆龄海外亲友时宣布：今天在北京正式成立“纪念宋庆龄国家名誉主席儿童科学公园基金会。”
但河南、上海、江西、廣東、海南和陝西六省市因各種淵源而設有省級宋基會，它們由省內政府機構主管，與北京的宋基會沒有直屬關係。该基金会是先宣布成立，后筹建。在筹建过程中经讨论，名称中去掉了“儿童科学公园”，基金会章程草案上报中共中央书记处，经习仲勋、胡启立等领导批准，名称改为“纪念宋庆龄国家名誉主席基金会”（简称“宋庆龄基金会”），其宗旨是：“为纪念宋庆龄国家名誉主席，继承和发扬她毕生所关心和从事的儿童文教福利事业的精神，培养儿童德、智、体、美全面发展，为增进国际友好和世界和平作出贡献。”
1982年12月11日中共中央办公厅“厅发[1982]55号”通知：“经中央书记处批准，纪念宋庆龄国家名誉主席基金会已经成立。邓小平同志任名誉主席，廖承志同志任顾问，康克清同志任主席，汪志敏同志任秘书长。基金会同宋庆龄同志故居合署办公。”
1982年12月28日下午，该基金会在人民大会堂举行第一次在京理事会议，会议由基金会主席康克清主持，基金会顾问廖承志发表讲话，基金会秘书长汪志敏报告工作情况。会议审议通过了基金会的章程，并且确定了会徽、捐赠证书和纪念币的式样。廖承志在会上宣布：“经中央书记处批准，荣毅仁、荣高棠、高登榜、吴全衡（女）同志任宋庆龄基金会副主席，高登榜同志为常务副主席。”
1987年2月，该基金会对章程进行了修改，章程规定的宗旨是：“为纪念宋庆龄国家名誉主席，继承和发扬她毕生所致力儿童文教、科技和福利事业，培养儿童身心健康发展；增进国际友好，维护世界和平；实现祖国统一。”章程修改稿报请中共中央书记处审定同意后，1987年3月，该基金会更名为“宋庆龄基金会”。
2020年12月21日，中国宋庆龄基金会的办公地址由北京市西城区裕民东路5号瑞得大厦迁移至北京市东城区东安门大街82号院（原对外经贸部/商务部出口大楼）。

## 机构设置
根据有关规定，宋庆龄基金会机关设置下列机构：

### 内设机构
- 办公室
- 基金部
- 国际合作交流部（港澳台事务部）
- 事业发展部
- 机关党委（人事部）

### 直属事业单位
- 中国宋庆龄基金会机关服务中心
- 宋庆龄故居管理中心（中国宋庆龄基金会研究中心）
- 中国宋庆龄基金会培训交流中心
- 中国宋庆龄青少年科技文化交流中心

## 历任领导
名誉主席
1. 邓小平（1982年5月-1997年2月）

理事会主席
1. 康克清（1982年5月-1992年4月）
2. 黄华（1992年5月-2001年3月）
3. 胡启立（2001年3月-2016年11月）
4. 王家瑞（2016年11月-2021年12月）
5. 李斌（2021年12月-）